# Amt Bad Wilsnack/Weisen
Het Amt Bad Wilsnak/Weisen is een samenwerkingsverband van vijf gemeenten in het Landkreis Prignitz in de Duitse deelstaat Brandenburg. Het amt telt 6.091 inwoners. Het bestuurscentrum is gevestigd in de stad Bad Wilsnack.

## Gemeenten
Het amt omvat de volgende gemeenten:
1. Bad Wilsnack (stad) (2.795)
2. Breese (1.636)
3. Legde/Quitzöbel (712)
4. Rühstädt (568)
5. Weisen (1.116)

Bad Wilsnack ·
Berge ·
Breese ·
Cumlosen ·
Gerdshagen ·
Groß Pankow (Prignitz) ·
Gülitz-Reetz ·
Gumtow ·
Halenbeck-Rohlsdorf ·
Karstädt ·
Kümmernitztal ·
Lanz ·
Legde/Quitzöbel ·
Lenzen (Elbe) ·
Lenzerwische ·
Marienfließ ·
Meyenburg ·
Perleberg ·
Pirow ·
Plattenburg ·
Pritzwalk ·
Putlitz ·
Rühstädt ·
Triglitz ·
Weisen ·
Wittenberge